# Type A CGO

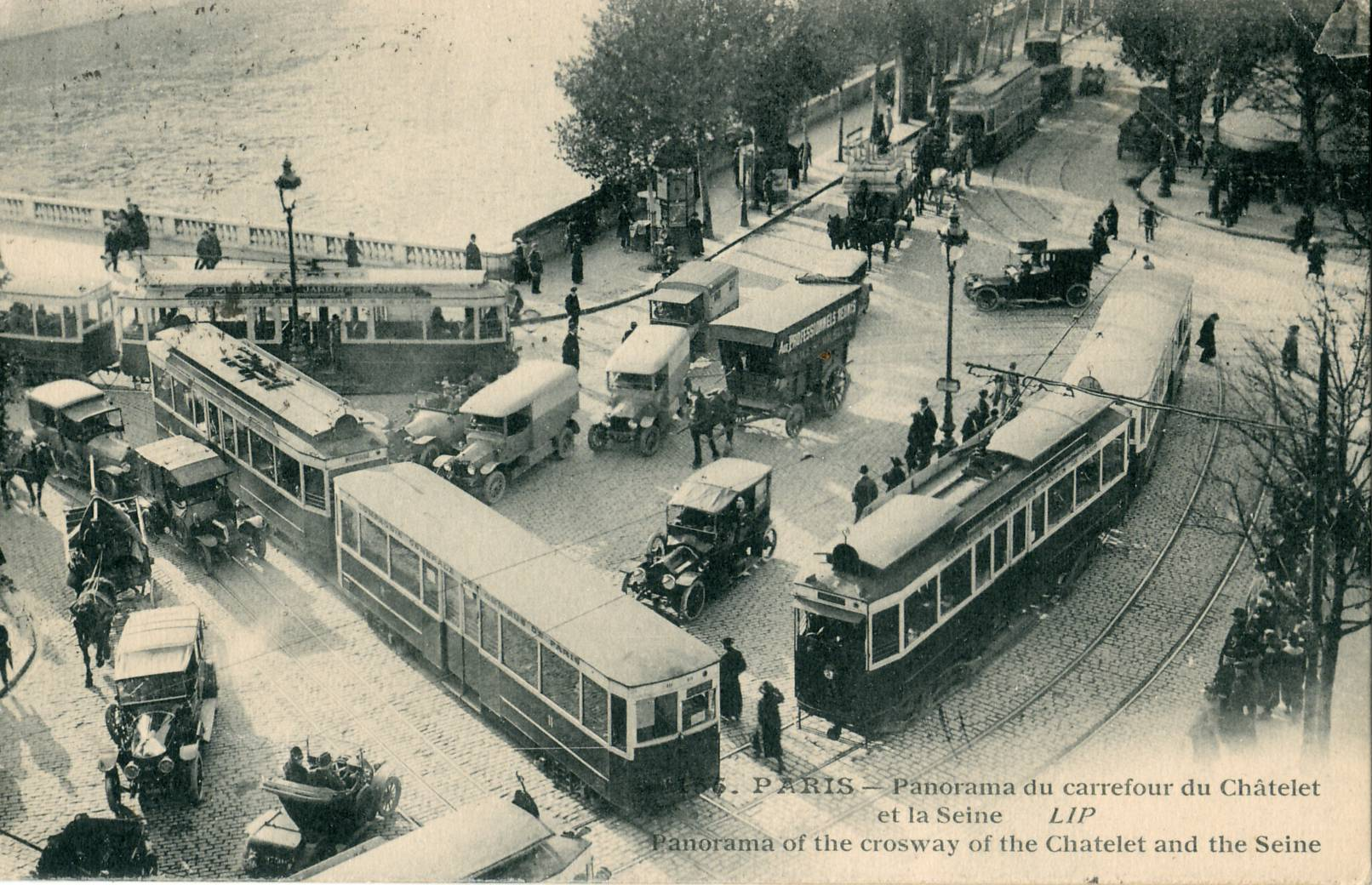
Attelage de type A, tracté par une motrice B au carrefour du Châtelet.

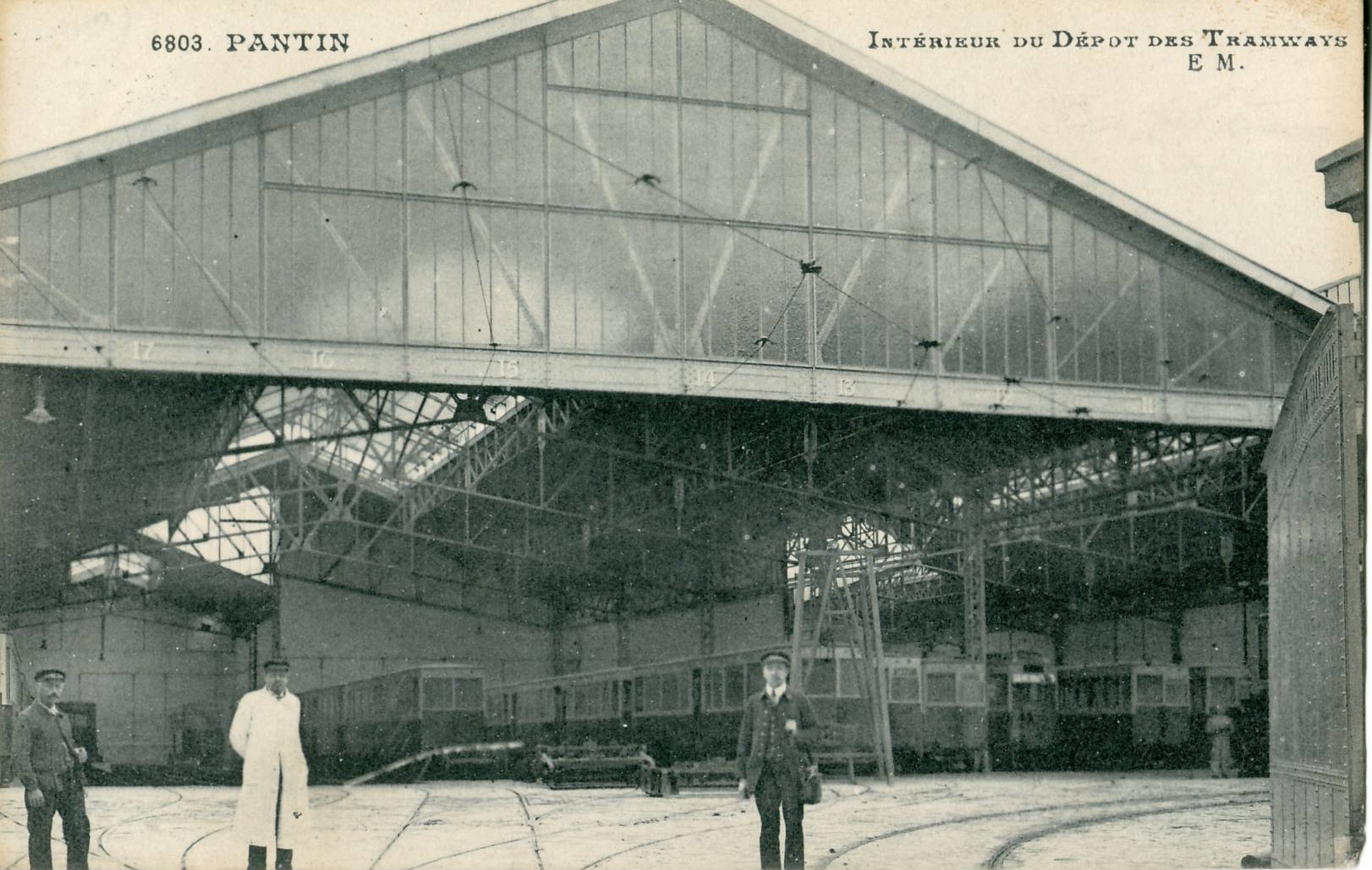
Attelages de type A garés au dépôt de Pantin.

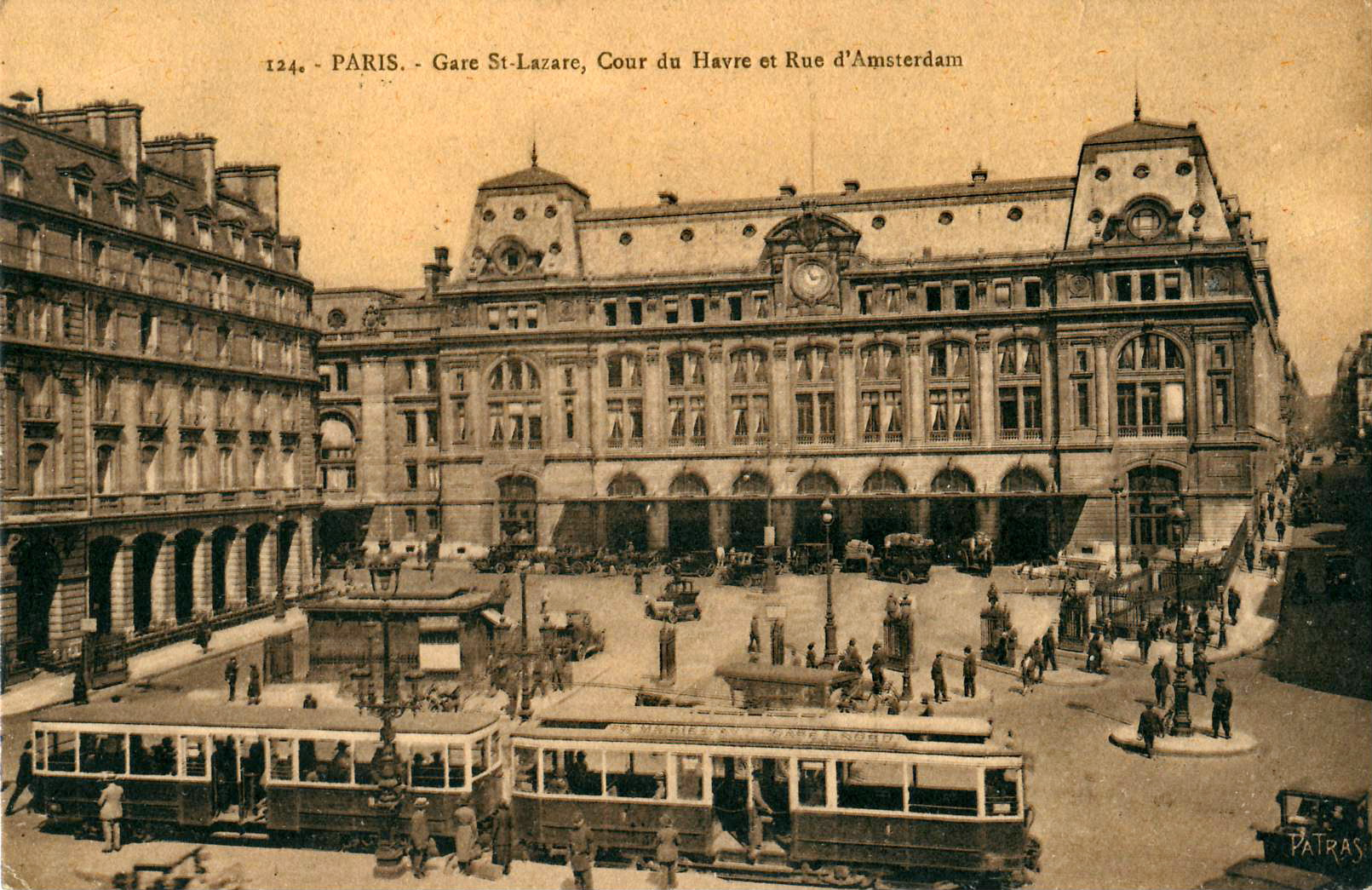
Motrice G et attelage de type A sur la ligne 26 (Cours de Vincennes-Saint Augustin) à la gare Saint-Lazare.

Les Attelages de type A  de la Société des transports en commun de la région parisienne (STCRP) sont des remorques de tramway qui ont circulé sur le réseau parisien entre 1912 et 1938. La série comprend  720 véhicules avec les Attelages de type As

## Histoire
La Compagnie générale des omnibus (CGO), réalise en 1912, une série de 325 remorques de grande capacité appelées « attelages » et pouvant être accouplées aux motrices B et  G en cours de livraison. 
La STCRP poursuit après 1921, la construction de ces attelages sous plusieurs formes :
- Attelages de type Amb, à bogies, construits à partir de 1924, no 1476 à 1485, comprenant un compartiment fourgon pour la ligne 58 ;
- Attelages de type Am, à bogies, construits à partir de 1924, no 1486 à 1515, comprenant un compartiment de 1re classe ;
- Attelages de type A, à bogies, construits à partir de 1930, no 1695 à 1720.

## Caractéristiques

### Caractéristiques générales
- Numérotation : 1001 à 1325, 1476 à 1515 et 1695 à 1720
- Longueur : 12,36 m et 12,27 m
- Largeur : 2 m
- Entraxe des bogies : 7,4 m
- Empattement des essieux : 1,2 m
- Poids : 8,8 t

### Aménagement
- Capacité : 
  - places assises :  2e classe : 34 places
  - places debout sur la plateforme : 24 places